# Pripps Blå
Pripps Blå är ett svenskt öl lanserat 1959 av AB Pripp & Lyckholm, som numera ingår i Carlsbergkoncernens utbud av varumärken. Pripps Blå sägs vara Sveriges mest populära öl.

## Historik
Pripps Blå lanserades hösten 1959 som ett starköl kallat Pripps Export (klass III). Ölet kallades "Export" eftersom starköl fram till 1955 enbart fick tillverkas för export. Ölet lanserades på både flaska och burk, där burken till största delen var enfärgat blå. Den blå färgen ledde snart till smeknamnet "Pripps Blå".
År 1975 lanserades Pripps ett nytt mellanöl som fick namnet Pripps Blå och inledningsvis bara såldes i Västsverige. Etiketten fick ett tydligt sjöfartstema med koppling till Göteborg. Ölet beskrevs i reklam som "Ett öl där styrkan sitter i smaken", vilket blev dess slogan under 1970- och 1980-talet. Denna slogan ändrades runt 1987 till "Många av livets bästa stunder är blå" som en del av en reklamkampanj utvecklad av MK Marknadskommunikation AB, som var reklambyrå för Pripps Blå under 1980-talet.
År 1990 meddelades det att Pripps Blå skulle byta reklambyrå till Brindfors Annonsbyrå. Året därpå gjordes en större nylansering av Pripps Blå med en ny reklamfilm med Tomas Ledins låt Blå, blå känslor. Det följdes upp under åren därefter med nya filmer med hav, sommar och skärgård. År 1995 kom en ny film med Tommy Nilssons låt Dina färger var blå.
Reklamkonceptet utvecklades fram till 1998 när det frångicks för ett "tuffare" tilltal, delvis för att möta konkurrensen från Norrlands Guld. Efter att ha provat några olika koncept valde man efter några år att återgår till skärgårdsidén med en ny film med Uno Svenningssons låt Vågorna som hade premiär den 11 mars 2002. Man införde även en ny förpackningsdesign.

## Sorter
- Pripps Blå Lättöl
- Pripps Blå Folköl 2,8%
- Pripps Blå Folköl 3,5%
- Pripps Blå
- Pripps Blå Extra
- Pripps Julöl
- Pripps Blå Radler
- Pripps Blå Alkoholfri 0,0%

- Pripps Blå Citrus